# Francisco Portillo Soler
Francisco Portillo Soler (Málaga, 13 de junho de 1990) é um futebolista espanhol que atua como meia. Atualmente, está no Real Oviedo.

## Carreira
Portillo começou a carreira no Málaga.[carece de fontes?]

## Títulos
Getafe
- Segunda Divisão Espanhola: 2014–15[2]

Almería
- Segunda Divisão Espanhola: 2021–22[2]

Leganés
- Segunda Divisão Espanhola: 2023–24[2]